# Karl 1. af England
Karl 1. (engelsk: Charles I) (19. november 1600 – 30. januar 1649) var konge af England, Skotland og Irland fra 1625 til 1649. Han var søn af Jakob 1. og Anna af Danmark.

## Biografi
Karl blev i 1625 gift med den franske prinsesse, Henriette Marie.
Karl 1. regerede uden parlament fra 1629-40. Regimet udviklede sig i retning af enevælde.
I 1640 måtte Karl 1. indkalde parlamentet for at få bevillinger til at finansiere undertrykkelsen af oprør i Skotland. 
Borgerkrigen, der brød ud i 1642, endte med sejr til parlamentshæren i 1649. Kongen blev dømt til døden og halshugget.

## Børn
Karl og Henriette Marie fik 9 børn, hvoraf 2 var dødfødte.
- Dreng (1629)
- Karl 2. (1630-85)
- Mary (1631-60)
- Jakob 2. (1633-1701)
- Elisabeth (1635-50)
- Anne (1637-40)
- Pige (1639)
- Henrik (1640-60)
- Henriette Marie (1644-70)